# St. Ulrich (Graz)

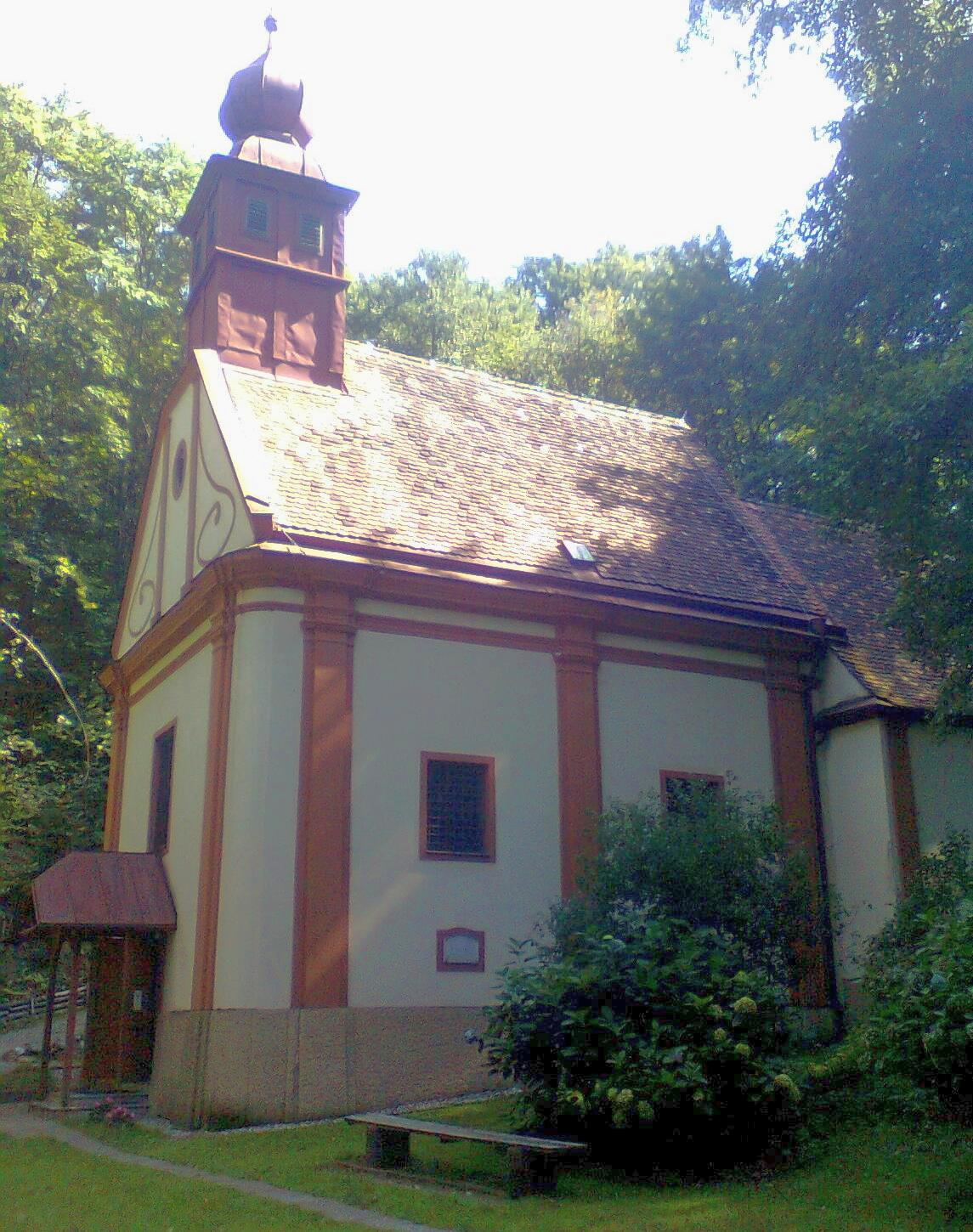
Sankt Ulrich zu Ulrichsbrunn

St. Ulrich zu Ulrichsbrunn ist eine Wallfahrtskirche im zwölften Grazer Stadtbezirk Andritz. Sie ist dem heiligen Ulrich geweiht.

## Geschichte

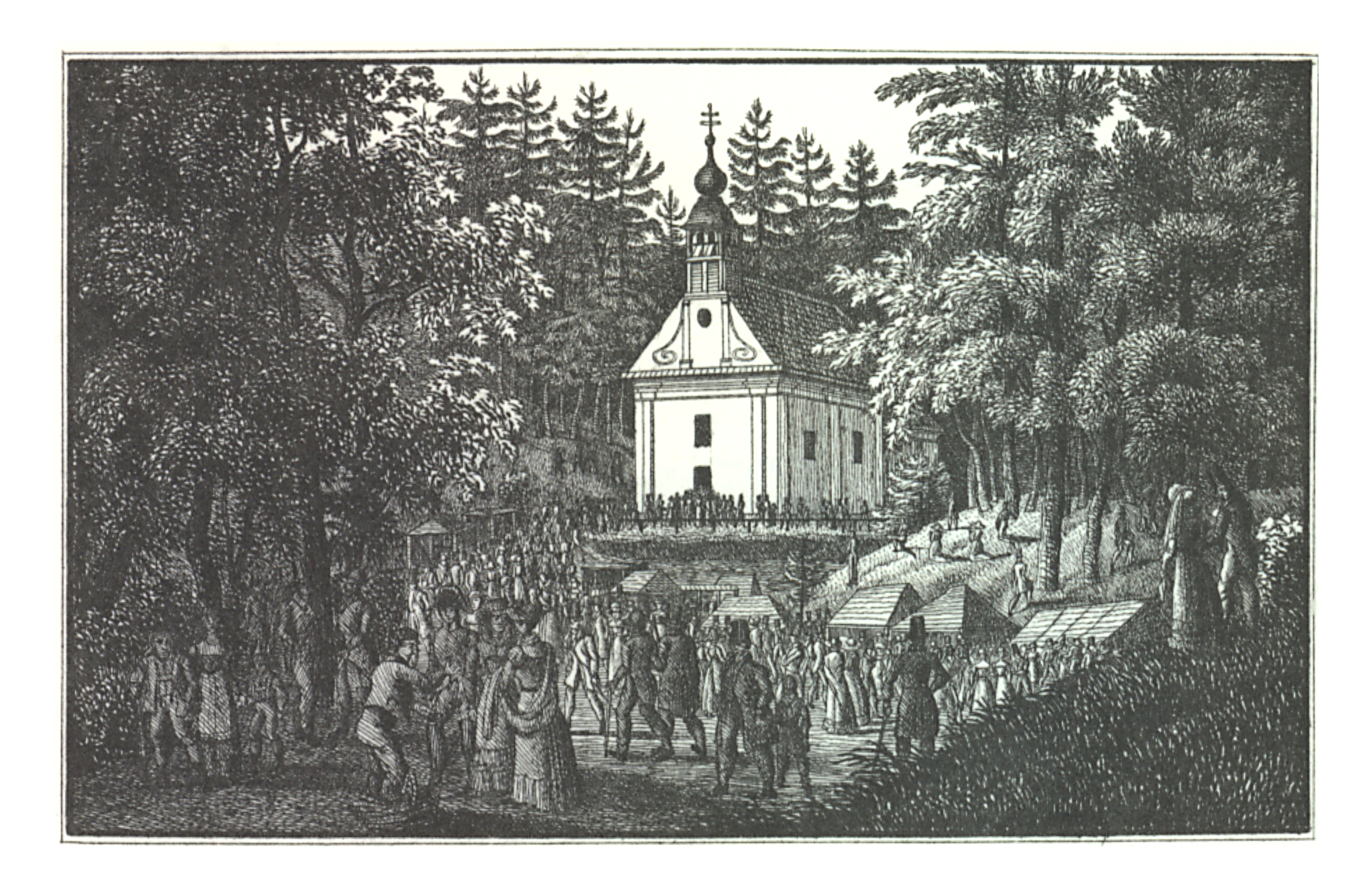
St. Ulrich um 1830, Lith. Anstalt J.F. Kaiser, Graz

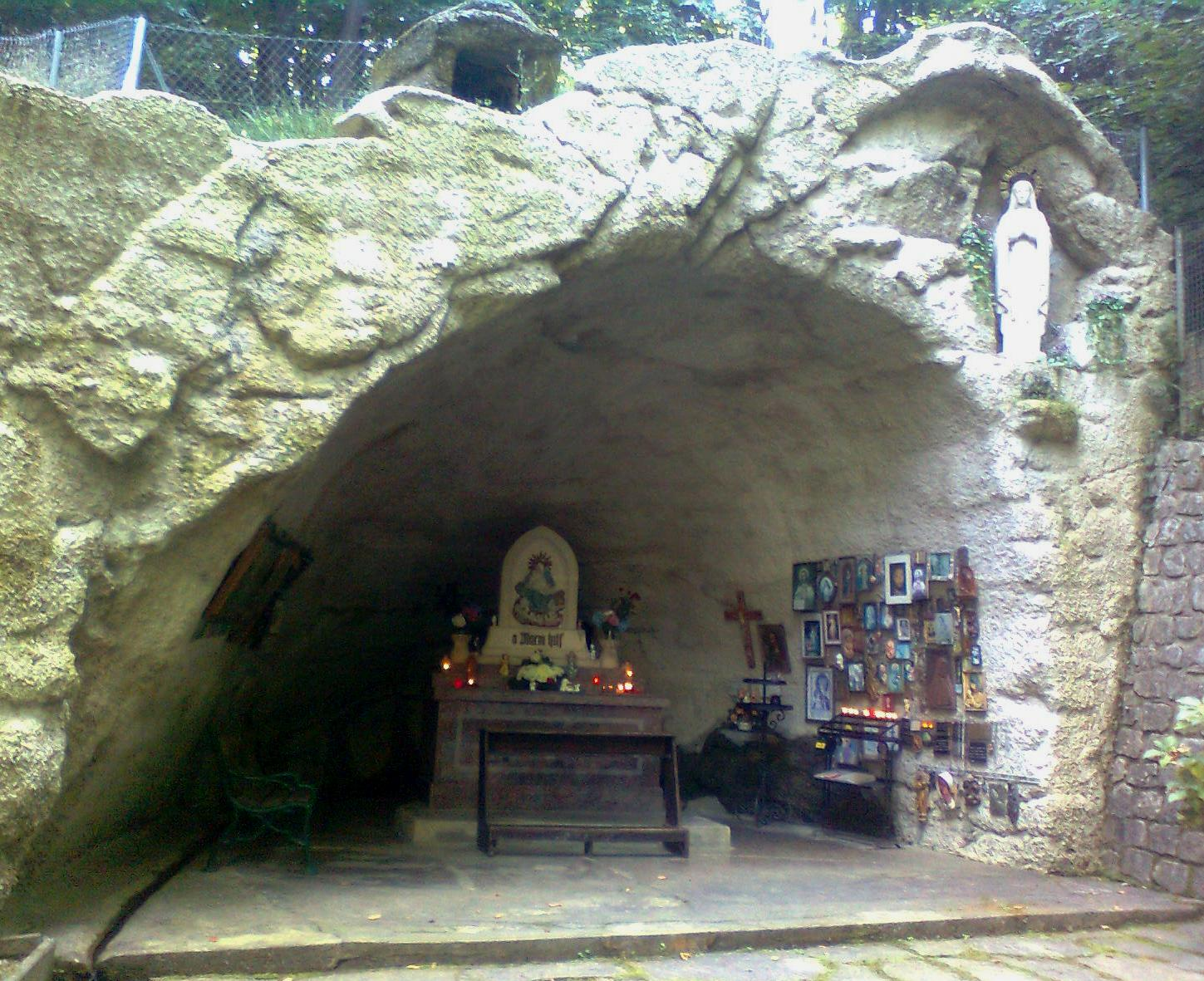
Mariengrotte

Die Ulrichskirche liegt auf halber Höhe am Nordwesthang des Reinerkogels in Graz Andritz. Am Straßenrand weist ein Kruzifix den Weg zum versteckt im Wald liegenden Sakralbau. In unmittelbarer Nähe zur Kirche befindet sich die Quellgrotte („Maria Quell“). Solche Orte, Quellheiligtümer genannt, bestehen seit vorchristlicher Zeit. Auch im Christentum stellt die Symbolik der Quelle und des Brunnens eine wichtige Bedeutung dar. St. Ulrich ist dem heiligen Ulrich, Bischof von Augsburg, geweiht, der zur Zeit der Schlacht auf dem Lechfeld im Jahr 955 ein Fischwunder vollbracht haben soll. Er erhielt dadurch den Status eines Wasserheiligen.
Eine Kapelle an dieser Stelle ist seit 1572 nachweisbar. Heilung suchende Pilger strömten zu der Quelle; deshalb wurde der Bau einer Kirche beschlossen, die 1688/89 errichtet wurde. Ein Bild des heiligen Ulrich und ein Bassin mit Quellwasser befinden sich am Hochaltar. Wegen des Besucherandrangs wurde das Kirchengebäude im Jahr 1736 abermals vergrößert. 1786 beendeten die josephinischen Reformen die Ulrichswallfahrt und damit den Pilgerstrom. Die Bevölkerung verhinderte jedoch einen Abbruch des Gebäudes und die Weiterverwendung als Munitionslager. In weiterer Folge begann eine Parzellierung des Reinerkogels. Ein Bewohner der Grazer Murvorstadt erwarb das Kirchengebäude. Der Wald wurde schließlich abgeholzt und St. Ulrich dem Verfall preisgegeben.
Im Jahr 1917 kaufte der Priester Josef Berghold die Kirche einem Weinhändler ab. Nach der Restaurierung, die Pfarrer Berghold u. a. mithilfe von August Schmickl, Bürger von Graz, zuwege brachte – eine steinerne Gedenktafel an der Außenwand der Kirche erinnert an die beiden –, wurde eine Marienandachtsstätte nach dem Vorbild von Lourdes errichtet. Die Christkönigsgesellschaft übernahm St. Ulrich und erbaute ein Schwestern-Noviziatshaus sowie eine Wärmestube dazu. Seit 1974 gehört Ulrichsbrunn zur Kongregation der Dienerinnen Christi.

## Ausstattung
Der schlicht gehaltene Kircheninnenraum beherbergt neben einer Plastik des heiligen Ulrich am Hochaltar aus dem frühen 20. Jahrhundert eine Pietà aus dem Jahr 1515.
Auf dem barocke Kirchenbau sitzt ein Dachreiter mit Dachzwiebel, Turmkugel und filigranem Doppelkreuz.